# Nemani Nadolo
Nemani Nadolo, anteriormente, Ratu Nasiganiyavi, (Sigatoka, 31 de enero de 1988) es un jugador de rugby fiyiano que habitualmente juega de wing o centro. Actualmente juega para el New South Wales Waratahs del Super Rugby.

## Primeros años
Ratu Nemani Driu Nasiganiyavi nació en Sigatoka. Con tres meses de edad, su familia se trasladó a Brisbane, Australia donde su padre, Isei Nasiganiyavi, jugó al jugby para Queensland.
Cambió su nombre a Nemani Nadolo más tarde de adulto, adoptando el apellido de soltera de su madre en 2009 en lugar del apellido paterno, quien había abandonado la familia cuando él era joven.
Acudió al Nudgee College, y fue seleccionado para el equipo de rugby de los Queensland Schoolboys en 2005. Es hermano mayor de Chris Kuridrani (anteriormente Chris Nasiganiyavi), y Lote Tuqiri es su primo.

## Carrera

### Clubes
Después de jugar con Perth Spirit en el campeonato de rugby australiano en 2007 (como Ratu Siganiyavi), marchó al este para jugar para Randwick en 2008. Fue seleccionado para el equipo sub-20 de Australia para el Campeonato Mundial de Rugby Juvenil de 2008, donde marcó siete ensayos en cinco partidos para convertirse en el mayor marcador de ensayos del torneo.
Nasiganiyavi fue uno de los hallazgos de la temporada de 2008, con su capacidad para marcar ensayos y con ello consiguió un contrato para el Super 14 con los Waratahs.
El tamaño de Nasiganiyavi, su estilo de juego y sus orígenes hizo que lo comparasen con Jonah Lomu cuando firmó con los Waratahs en 2008. Según el pilier Matt Dunning, "corre como una gallina pero más rápido que un león".
Jugó su primer partido para los Waratahs Junior en la Gira de desarrollo de 2008 de Fiyi menos de 200 metros de la villa natal de su madre en Nadi. Después de cambiar su nombre a Nemani Nadolo en noviembre de 2009, firmó para jugar con Manly en el Shute Shield para 2010.
Nadolo firmó con el equipo del Top 14 francés Bourgoin-Jallieu para la temporada 2010–11, pero fue transferido a los Exeter Chiefs ingleses en enero de 2011. El breve tiempo que pasó Nadolo en Exeter fue bastante problemático. Fue registrado en Exeter con su pasaporte australiano, y por error fue considerado junto con otros dos jugadores no-Kolpak. Esto rompería con las normas de la IRB y como resultado Exeter fue privado de dos puntos premiership y sancionado con una multa de cinco mil libras. También estando en Exeter fue arrestado por la policía por conducir bajo los efectos del alcohol, así como privado del derecho a conducir vehículos a motor durante 18 meses y sdancionado con 950 libras. Nadolo fue inmediatamente liberado de su contrato con el club.
Nadolo jugó para los NEC Green Rockets en la Top League japonesa entre 2011 y 2013.
En octubre de 2013, Nadolo firmó para jugar con los Crusaders en la temporada del Super Rugby 2014.
En marzo de 2014, hizo su debut de Super Rugby en el banquillo contra los Melbourne Rebels. Jugó catorce partidos de Super Rugby, incluyendo doce titularidades, en su primera temporada y fue líder de ensayos, empatado con Israel Folau, con doce ensayos. Logró un ensayo tanto en la semifinal como en la final, pero no fue suficiente para ganar el título de Super Rugby cuando el equipo de Crusaders perdió frente a los Waratahs, por 33-32.
En agosto de 2014, Nadolo firmó de nuevo con los Crusaders para otras dos temporadas más.
En noviembre de 2015, Nadolo firmó contrato por 3 temporadas con el club Montpellier, que milita en el Top 14 de Francia. Dejaría su anterior club al finalizar la temporada 2016.

### Internacional
Nadolo hizo su partido debut en 2010 cuando fue seleccionado entre los 24 jugadores de Fiyi para un partido contra Australia, seguido por la Pacific Nations Cup 2010.
En junio de 2014, se unió al equipo de los "Fiji fifteens" para un test contra Italia. Fue decisivo en aquel juego en su posición favorita, la de centro interior, logrando 13 puntos incluyendo un ensayo. Una semana más tarde en la Pacific Nations Cup 2014, se enfrentó a la selección de rugby de Tonga marcando 20 puntos incluyendo un ensayo y pateando seis conversiones y un golpe de castigo a larga distancia. Una semana más tarde, contra Samoa, marcó un ensayo, pero no fue suficiente para ganar, pues Fiyi perdió 13-18. En su partido final para Fiyi, en un partido decisivo para que Fiyi se clasificase para la Copa del Mundo de Rugby de 2015 contra las islas Cook. Marcó una tripleta de ensayos y en el proceso igualó el récord de todos los tiempos marcado por Christian Cullen y John Kirwan de marcar 10 ensayos en partidos consecutivos.
Regresó con Fiyi en Fiji y jugó contra los Māori All Blacks en Suva pero aunque marcó un ensayo, dañó sus músculos pectorales lo que lo dejaron fuera de juego durante seis semanas y la Pacific Nations Cup 2015. 
No obstante, fue incluido en los 31 rugbistas que entraron en el equipo fiyiano para la Copa Mundial de Rugby de 2015. Anotó un ensayo contra Inglaterra en el primer partido de la Copa Mundial. En el segundo, contra Australia, anotó gracias a dos golpes de castigo y la conversión del ensayo de Ben Volavola, lo que no consiguió evitar la derrota 28-13. Nemani Nadolo anotó el último ensayo en la victoria sobre Uruguay, y además hizo seis conversiones.

## Palmarés y distinciones notables
- Seleccionado para  jugar con los Barbarians